# Cispius maruanus
Espèce
Synonymes
- Nilus maruanus Roewer, 1955

Cispius maruanus est une espèce d'araignées aranéomorphes de la famille des Pisauridae.

## Distribution
Cette espèce se rencontre en Afrique centrale et en Afrique de l'Ouest.

## Description
La femelle holotype mesure 7 mm.
Le mâle décrit par Blandin en 1978 mesure 8,8 mm et la femelle 6,8 mm.

## Publication originale
- Roewer, 1955 : Araneae Lycosaeformia I. (Agelenidae, Hahniidae, Pisauridae) mit Berücksichtigung aller Arten der äthiopischen Region. Exploration du Parc National de l'Upemba Mission G. F. De Witte, vol. 30, p. 1-420.